# Декелейская война
Декеле́йская или Иони́йская война́ (413—404 до н. э.) — второй этап Пелопоннесской войны, военного конфликта в Древней Греции, в котором участвовали Делосский союз во главе с Афинами с одной стороны, и Пелопоннесский союз под предводительством Спарты — с другой.
Последний период Пелопоннесской войны — Декелейская, или Ионийская война — стал очень тяжёлым для Афин. В полисе сложилась кризисная ситуация, которая обуславливалась несколькими факторами. Военные поражения, теперь следующие друг за другом, негативно сказывались на внутренней обстановке в государстве. В 413 г. до н. э. пришла весть о разгроме афинского войска и флота на Сицилии. Спартанцы заняли Декелею в Аттике и превратили её в свой постоянный плацдарм на территории противника. Почувствовав слабость Афин, из Афинского морского союза стали один за другим выходить его члены (Хиос, Милет, Эвбея и другие). В Эгейском море появился и стал поддерживать отпавших афинских союзников созданный на персидские деньги сильный спартанский флот. В самих Афинах царили дезорганизация и растерянность.
В этих очень тяжёлых условиях афиняне проявили незаурядную выдержку, хладнокровие и государственную мудрость. Афиняне приняли ряд мер, которые позволили продолжить войну. Олигархический Совет четырёхсот, к которому перешла власть в 411 году до н. э. после организованного олигархическими гетериями государственного переворота, продержался недолго и в конце года был заменён на умеренную олигархию, а позднее была полностью восстановлена демократия.
С 411 года до н. э. начинается серия побед Алкивиада, в результате которой перевес в Пелопоннесской войне временно перешёл на сторону Афин. Вернувшись на родину в 407 году до н. э., Алкивиад был назначен стратегом-автократором (главнокомандующим армии и флота), однако после небольшого поражения, которое потерпел афинский флот в его отсутствие, он вынужден был отправиться в изгнание. В 406 году до н. э. афинский флот одержал значительную победу при Аргинусских островах, но уже в следующем году спартанцы полностью его разгромили. Это поражение афинян стало решающим: господствующий на море спартанский флот осадил Афины, и афиняне вынуждены были сдаться в 404 году до н. э.

## Источники

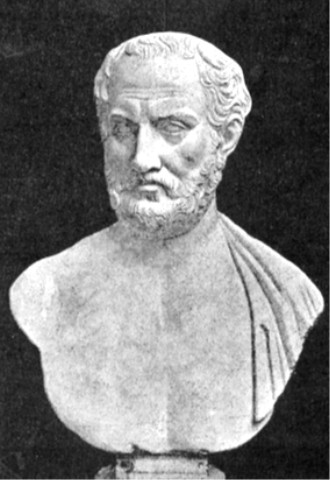
Фукидид

## Предыстория
В конце 420-х годов стало ясно, что Архидамова война — первый этап Пелопоннесской войны — зашла в тупик. Ни одна из сторон не смогла в течение 10 лет одержать решительной победы над другой. Со смертью Клеона и Брасида, двух главных сторонников войны, в битве при Амфиполе (422 до н. э.) партии мира возобладали в обоих полисах. В итоге и Спарта, и Афины согласились заключить мир. По условиям договора восстанавливалось довоенное положение; стороны должны были обменять пленных и возвратить захваченные города. Однако, несмотря на условия мира, стороны не вернули друг другу захваченные территории, хотя и выдали пленных. Никиев мир, заключённый на пятьдесят лет, продлился лишь шесть. Это время было заполнено постоянными стычками, ареной которых стал Пелопоннес.
В 420 году до н. э. афинский политик Алкивиад выступил решительным противником Никиева мира со Спартой и сторонником возобновления военных действий. В том же году он был избран стратегом и пять лет подряд переизбирался на эту должность. Находясь в этой должности, он уже в первый год стратегии смог круто изменить внешнюю политику Афин. Ранее популярному курсу на мирные отношения со Спартой он предпочёл вражду с ней. Для возобновления военного конфликта он начал искать союзников на Пелопоннесе. Ему удалось заключить союз с Аргосом, извечным врагом Спарты. Затем к этому союзу присоединились ещё два бывших спартанских союзника — Мантинея и Элида.
Создание этой коалиции было первым крупным дипломатическим успехом Алкивиада. Союз позволял Афинам создать плацдарм на Пелопоннесе и подчинять своему влиянию другие города. В то же время Никиев мир по-прежнему был в силе, и ситуация становилась двусмысленной. Чтобы её прояснить, спартанцы отправили послов в Афины. Однако Алкивиад дискредитировал послов перед народным собранием, выставив их подозрительными и неискренними, и сорвал их миссию. Никий, чьё имя носил заключённый со Спартой мирный договор, с большим трудом отговорил спартанцев от его немедленного разрыва.
В 419 году до н. э. афиняне по инициативе Алкивиада обвинили спартанцев в нарушении условий мира и объявили их агрессорами, хотя на самом деле всё было наоборот. В 418 году до н. э. войска коалиции (Аргос, Мантинея, Аркадия, Афины) были наголову разбиты в битве при Мантинее; в городах Пелопоннеса восторжествовали сторонники союза со Спартой и установилась олигархия. Демократический альянс распался, а большинство его членов вновь вошли в Пелопоннесский союз.
В 416 году до н. э. афиняне попытались подчинить нейтральный остров Мелос, населённый дорийцами, а после их отказа вступить в союз начали военную кампанию против Мелоса. Мелосцы после длительной осады сдались. Афинское народное собрание постановило перебить всех взрослых мужчин-жителей острова и обратить в рабство женщин и детей, а на острове поселить афинских колонистов.

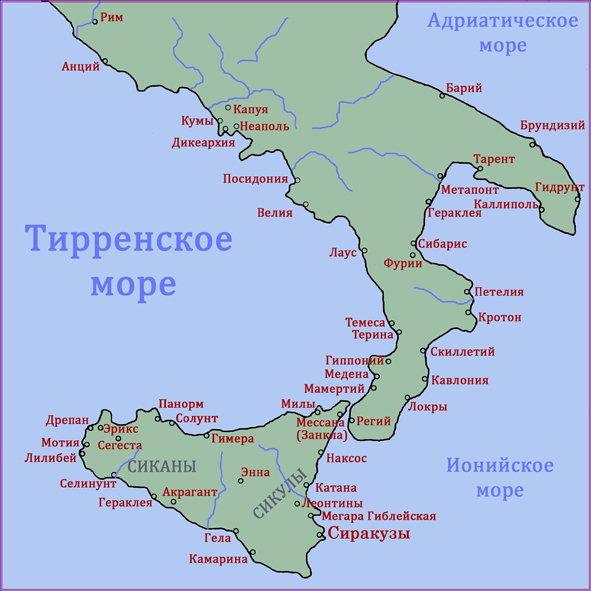
Сицилия и Южная Италия в древности

Зимой 416/415 г. до н. э. в Афины прибыли послы из сицилийского города Эгесты. Они просили военной помощи афинян. Те положительно отнеслись к просьбе и отправили на Сицилию послов. В феврале или марте афинское посольство возвратилось в Афины. Вскоре состоялось Народное собрание. На нём было принято решение отправить на Сицилию трёх стратегов-автократоров: Алкивиада, Никия и Ламаха. Алкивиад выступал самым решительным сторонником Сицилийской экспедиции. Никий, напротив, считал экспедицию «трудным делом» и уговаривал афинян отказаться от этой идеи. Через пять дней, на следующем собрании, Никий раскритиковал готовящуюся военную экспедицию. В результате афиняне решили ещё больше увеличить экспедиционные силы.
В 415 году до н. э. большой афинский флот под командованием Алкивиада, Никия и Ламаха отплыл на Сицилию. После отплытия Алкивиада и гибели Ламаха Никий поневоле оказался единоличным командующим операцией, противником которой он был и в успех которой не верил. Главным мероприятием экспедиции стала осада Сиракуз, которую Никий безуспешно вёл около двух лет, причём довольно долго Сиракузы были на грани поражения, однако прибытие спартанского отряда под командованием Гилиппа переломило ход военных действий. В 413 году до н. э. афинские войска были разгромлены, а их командующие — Никий и Демосфен — казнены. Алкивиад же, приговорённый афинянами к смерти за якобы совершённое преступление, получил в Спарте политическое убежище.

## Начало войны
После возобновления войны между Афинами и Спартой в 413 г. до н. э. Алкивиад предложил спартанцам сменить тактику: вместо практиковавшихся ранее ежегодных летних вторжений из Пелопоннесса он предложил им захватить крепость Декелею и превратить её в свой постоянный плацдарм в Аттике. Спартанцы приняли этот совет и выполнили его в точности. В результате чего Афины оказались в очень тяжёлом положении, поскольку в руках врага оказался важнейший стратегический пункт древней Аттики, господствовавший над проходом в Беотию через горный кряж Парнис к халкидской дороге, по которой ввозилась в Афины большая часть хлеба, поставляемого с острова Эвбея. Из-за этого Афины были вынуждены полностью перевести город на морское снабжение. Кроме того, захват спартанцами Декелеи отрезал афинянам доступ к Лаврийским серебряным рудникам, что также тяжело сказалось на положении Афин, вдобавок к спартанцам перебежало около двадцати тысяч работавших там рабов. Согласно Плутарху, «никакой другой удар не мог обессилить родной город Алкивиада столь же непоправимо». Чтобы предотвратить поражение, Афины начали строительство нового флота и приступили к сбору всех сил своей державы.
В 412 году до н. э., почувствовав ослабление Афин, восстал сильнейший союзник Афин Хиос, его поддержали ионийские города Клазомены, Эрифры, Теос, Милет. Спарта послала им на помощь сильный флот, в который входили в том числе и корабли сицилийских союзников. К 411 году до н. э. Иония, за исключением Самоса, полностью отпала от Афин. Спартанцы договорились с персидским царём Дарием II и его малоазийскими сатрапами о финансовой помощи. Целью этой помощи было создание спартанского флота, который мог противостоять сильному афинскому флоту. Взамен Спарта обязывалась передать Персии греческие города Малой Азии, отвоёванные в ходе греко-персидских войн.

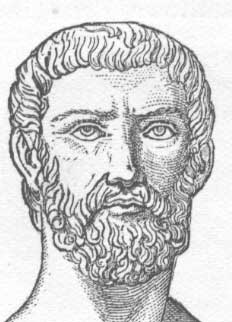
Алкивиад

Афины оказались перед лицом поражения. Однако они не собирались сдаваться и были готовы к принятию чрезвычайных мер. Был отменён форос — действовавший больше 60 лет налог на военные расходы, а вместо него была введена 10-процентная пошлина на провоз товаров через проливы, была оказана помощь демократическим партиям в союзных городах (например, на Самосе). Собранные силы были немедленно отправлены в Ионию, что существенно улучшило положение афинян в этом регионе. Кроме того, спартанские силы, значительно зависевшие от персидских денег, начали испытывать перебои в снабжении, так как персам было невыгодно полное поражение Афин. Сыграли свою роль и интриги желавшего вновь перейти на сторону афинян Алкивиада, имевшего немалый вес у персидского сатрапа Сард Тиссаферна.
Существенные изменения произошли и в самих Афинах. Военные неудачи привели к росту влияния сторонников олигархии, и в 411 году до н. э. они совершили государственный переворот. Количество полноправных граждан ограничивалось до 5000 человек, а реальную власть получал Совет Четырёхсот. Отменялся столь важный элемент афинской демократии, как плата за исполнение должностных обязанностей. Новое правительство предложило Спарте мир.
Однако спартанцы отвергли предложения. Не признал олигархическое правительство и базировавшийся на Самосе афинский флот. Фактически в афинской державе сложилось двоевластие, чем не замедлили воспользоваться афинские союзники: восстал богатый остров Эвбея и города в проливах (это было крайне важно, так как бо́льшая часть хлеба ввозилась в Афины из Чёрного моря).

## Кампания в Пропонтиде

Кизик и окрестности

В том же году спартанский флот под командованием Миндара и силы персов под началом Фарнабаза соединились и расположились в Кизике, а к афинскому флоту присоединились 20 кораблей под командованием Фрасибула и ещё 20 кораблей под командованием Ферамена. На протяжении нескольких лет три флотоводца — Алкивиад, Фрасибул и Ферамен — вели очень успешные действия против спартанцев. О каких-либо разногласиях или конфликтах между ними в античных источниках не сообщается. Видимо, Ферамен и Фрасибул признали Алкивиада верховным руководителем афинского флота. Алкивиад выступил с речью перед воинами, призывая дать сражение «на море, на суше и даже на стенах города». Затем он приказал скрытно выступить к Кизику под проливным дождём. В результате афинский флот отрезал флот Миндара от гавани Кизика. Боясь, что спартанцы отступят, увидев численное превосходство афинских судов, Алкивиад двинулся в атаку с сорока кораблями. В разгаре боя на спартанцев напали и все остальные афинские корабли. Спартанцы стали высаживаться на суше и обратились в бегство. Алкивиад немедленно высадился и организовал преследование отступающих. В этой резне погиб Миндар, а Фарнабаз сбежал. Спартанцы потерпели сокрушительное поражение, их флот был уничтожен и захвачен, главнокомандующий погиб. Афиняне заняли Кизик, перебив небольшой спартанский гарнизон. В городе Хрисополь Алкивиад учредил таможню для взимания десятипроцентной пошлины с кораблей, идущих из Чёрного моря в Эгейское. Благодаря этому Афины получили новый источник доходов.
В 410 году до н. э. армия Алкивиада базировалась в Лампсаке. Алкивиад соединился с Фрасиллом, и они совместно двинулись на Абидос. Против них выступил Фарнабаз с персидской конницей. Афиняне одержали победу в конном бою и до ночи преследовали персов.
В 409 году до н. э. Алкивиад выступил против Халкедона и Византия, бывших афинских союзников, которые перешли на сторону Спарты. Узнав о приближении афинян, халкедонцы собрали своё имущество и вывезли в дружественную им Вифинию, отдав на хранение фракийцам. Тогда Алкивиад прибыл в Вифинию и стал требовать выдачи имущества халкедонцев, угрожая войной в случае отказа. Фракийцы отдали ему имущество халкедонцев и заключили с ним мирный договор. После этого Алкивиад приступил к осаде Халкедона. Попытка вылазки осаждённых во главе со спартанским гармостом (наместником) Гиппократом закончилась неудачей, а сам Гиппократ пал в бою. Затем Алкивиад отплыл в Геллеспонт для сбора податей и взял город Селимбрию. Тем временем стратеги, осаждавшие Халкедон, заключили с Фарнабазом соглашение, по которому последний обязался выплатить контрибуцию, Халкедон возвращался в состав Афинской державы, а афиняне обязались более не разорять Даскилею — сатрапию Фарнабаза. Когда вернулся Алкивиад, Фарнабаз уговорил и его дать клятву соблюдать заключённое в Халкедоне соглашение.
После падения Халкедона афиняне в 408 году до н. э. осадили Византий. Они снова стали окружать город стеной, рассчитывая взять Византий измором. В городе находился спартанский гарнизон во главе с гармостом Клеархом, а также союзные периэки, мегарцы и беотийцы. В уверенности, что никто не сдаст город афинянам, Клеарх уплыл к Фарнабазу за финансовой помощью. Когда он уплыл, несколько византийцев решили сдать город афинянам. Ночью заговорщики открыли ворота города. Афиняне немедленно заняли город и принудили силы Пелопоннесского союза сдаться. Византий пал. Черноморские проливы были полностью очищены от спартанских и персидских сил; афиняне восстановили контроль над этим стратегически важным регионом.
Теперь Алкивиад стремился на родину в ореоле победителя. В Афинах тем временем его избрали стратегом. Весной 407 года до н. э. Алкивиад со всем блеском прибыл в Пирей во главе победоносного флота. Вскоре он был избран стратегом-автократором — главнокомандующим сухопутных и морских сил с неограниченными полномочиями. Это была высшая точка его карьеры.

## Завершение войны

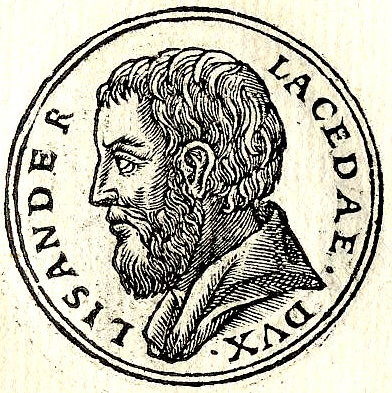
Портрет Лисандра из сборника биографий
Promptuarii Iconum Insigniorum (1553 год)

Вскоре Алкивиад провёл набор войска и отправился с флотом против восставшего Андроса. Он нанёс поражение андросцам и поддерживавшим их спартанцам, но сам город не взял. Теперь народ требовал от него ещё более крупных побед. Однако Алкивиад был стеснён в финансовых средствах. Ему приходилось часто отлучаться для поиска финансовых средств для выплаты жалованья морякам. В 406 году до н. э., отправляясь за жалованьем, Алкивиад оставил командующим флотом Антиоха, приказав ему не вступать в бой со спартанцами. Тот нарушил приказ и потерпел поражение от спартанского наварха Лисандра в сражении при Нотии. Узнав об этом, Алкивиад вернулся на Самос и попытался дать Лисандру новый бой, но тот остался в гавани.
Фрасибул, сын Фрасона, отплыл в Афины и стал обвинять Алкивиада в Народном собрании в том, что тот оставил командование недостойным людям, а сам уплыл, чтобы развлечься в обществе абидосских и ионийских гетер. В результате афиняне отстранили его от командования и назначили взамен десять стратегов. Алкивиад, опасаясь гнева народа, решил отправиться в изгнание.

### Последняя победа афинян: битва при Аргинусах
Положение афинского флота ввиду недостатка финансирования и активных действий спартанцев было тяжёлым. Афинский стратег Конон на Самосе смог укомплектовать только 80 кораблей из ста. Ему противостоял спартанский наварх Калликратид, сменивший на этом посту Лисандра. К имеющимся у него кораблям Калликратид присоединил корабли из союзных городов и в результате получил в своё распоряжение сто сорок триер, с которыми выступил против Мефимны на Лесбосе, которая ещё хранила верность афинянам.
После взятия Мефимны Калликратид в результате успешных боевых действий блокировал уцелевший афинский флот с моря и суши. Афиняне отправили на Лесбос большой флот под командованием восьми стратегов. Узнав о приближении противника, Калликратид оставил у Митилены пятьдесят кораблей под началом Этеоника стеречь Конона, а сам со ста двадцатью триерами направился навстречу афинянам. Афинский флот выстроился во фронт в два ряда, левый фланг которого был обращён в открытое море. Вторая линия была предназначена для предотвращения прорыва строя спартанскими кораблями. Калликратид же выстроил свои суда в одну линию, поскольку его триеры были быстроходнее. В сражении афиняне одержали крупную победу.
Стратеги поручили некоторым триерархам спасти гибнувших афинян, но им помешали сильный ветер и буря. На родине афинские стратеги были отстранены от должностей и оказались обвиняемыми в неоказании помощи гибнувшим согражданам. Двое из них вообще не вернулись в Афины, а остальные шесть стратегов были осуждены на смерть.

### Эгоспотамы
Афинский флот, базировавшийся на Самосе, по-видимому, был неактивным в течение года после битвы при Аргинусах, что, возможно, было связано отсутствием средств для выплаты жалованья морякам. В 405 году до н. э. спартанский флотоводец Лисандр со 170 кораблями двинулся к проливу Геллеспонт с целью перехвата торговых судов, идущих в Афины из Чёрного моря. Афиняне со 180 кораблями последовали за ним в Геллеспонт. Им необходимо было победить спартанский флот, так как Лисандр перерезал жизненно важный для афинян торговый путь из Чёрного моря в Эгейское.
После нескольких дней стояния близ устья реки Эгоспотамы Лисандр воспользовался утратой бдительности афинян и внезапно атаковал. Афинский флот был почти полностью уничтожен. Стратег Конон не посмел явиться в Афины и бежал на Кипр. Силы Афин были исчерпаны — не осталось ни флота, ни воинов, ни денег, ни надежд на спасение.
Теперь на море господствовал спартанский флот, и Лисандр осадил Афины с моря и с суши. В осаждённый город прибыли послы от спартанцев с предложениями о мире, но эта инициатива была сорвана демагогом Клеофонтом. Со временем в Афинах начался голод. Возрастало влияние «умеренного» Ферамена. Он был отправлен послом к Лисандру.
В античной историографии есть две трактовки событий этой миссии Ферамена. По одной из них, Ферамен умышленно затянул переговоры, чтобы афиняне, измученные голодом, были готовы на любые уступки. По другой версии, Лисандр продержал Ферамена несколько месяцев в своём лагере, а потом заявил, что не уполномочен решать такие вопросы, и отправил его к эфорам. Эфоры продиктовали суровые условия мира (в истории известного как Фераменов), по которым Афинская морская держава распускалась, флот уничтожался, Длинные стены срывались, Афины вступали в Пелопоннесский союз и признавали спартанскую гегемонию. Причём эти условия были ещё сравнительно милосердны: так, Фивы и Коринф вообще предлагали разрушить город.

## Последствия
На короткий период в Афинах установилась открыто олигархическая власть «Тридцати тиранов», открыто поддерживаемых Спартой. Наиболее известным из них был Критий. «Тридцать тиранов» развернули в городе настоящий террор, как против своих политических противников, так и просто против богатых людей, чьими средствами желали завладеть. Однако через некоторое время (в 403 году до н. э.) олигархия была свергнута, и в Афинах восстановилась демократия.

## Комментарии
1. ↑  Ксенофонт даже приводит пример закона, согласно которому каждый из Тридцати мог арестовать и казнить одного метека, конфисковав его имущество[53]